# Vanmakt (musikgrupp)
Vanmakt var en svensk blackmetalgrupp som i slutet av 2006 spelade in sin första, självfinasierade EP, Diaboli Lubeo, Para Vindicta, vilket ledde till skivkontrakt med Pulverised Records. 
I augusti 2007 släpptes Vredskapta Mörkersagor. I början av 2009 släppte bandet sin andra skiva, Ad Luciferi Regnum, som innehöll nio låtar.
I mitten av maj 2010 skrev Mattias Svensson, på bandets MySpace att Vanmakt var "put on hold".

## Medlemmar
Senaste medlemmar
- Leidheim – trummor
- Magnus Wohlfart – gitarr
- Vladr (Victor Dahlgren) – basgitarr (2006–2010)
- Mattias Svensson (aka Gorgoth / Morg) – sång (2006–2010)

Tidigare medlemmar
- Aámoth (Christian Sonesson) – gitarr (död 2009)
- Satygh – gitarr
- Graál (Joakim Petersson) – trummor

## Diskografi
Demo
- 2006 – Diaboli Lubeo, Para Vindicta (latin för "Jag är villig att hämnas på djävulen")
- 2008 – Brethren Of Lucifer (osläppt)

Studioalbum
- 2007 – Vredskapta Mörkersagor
- 2009 – Ad Luciferi Regnum (latin för "Till Lucifers rike")